# Texas Showdown
Texas Showdown (ursprünglicher Name Strife) ist ein Kartenspiel des amerikanischen Spieleautors Mark Major, das 2015 in dessen Eigenverlag The Game Crafter, LLC und 2018 auf Deutsch bei Amigo erschien. Bei dem Stichspiel geht es darum, möglichst wenige Stiche und damit Minuspunkte zu bekommen.
Seit 2023 ist es mit neuer Ausstattung unter dem Titel Windjammern bei Rio Grande Games und dem deutschen Vertrieb Strohmann Games erhältlich.

## Hintergrund und Material
Das grundsätzliche Spielprinzip von Texas Showdown entspricht dem anderer Stichspiele, allerdings gelten in diesem Spiel gewonnene Stiche als Minuspunkte. Das Ziel des Spiels ist entsprechend, möglichst wenig Stiche zu bekommen.
Das Spielmaterial ist sprachneutral und besteht aus 60 Spielkarten mit Werten von 1 bis 74 in acht verschiedenen Farben. Auf den Karten sind die Spielfarben als Colts (schwarz, 0–10), Stiefel (rot, 11–20), Hüte (blau, 21–29), Hufeisen (braun, 31–38), Kakteen (grün, 41–47), Sterne (gelb, 51–56), Räder (violett, 61–65) und Schädel (grau, 71–74) gekennzeichnet, zudem ist auf jeder Karte die Anzahl der Karten in der jeweiligen Spielfarbe und die Wertigkeit innerhalb der Farbe angegeben.

## Spielablauf
Im Spiel zu drei Spielern werden die schwarzen Colt- und die grauen Schädelkarten vor dem Spiel aussortiert. Zu Beginn des Spiels werden die Karten gemischt und gleichmäßig an die Mitspieler verteilt.
Beginnend mit dem Spieler, der die „0“ (bei drei Spielern die „11“) auf der Hand hat und diese als Eröffnung ausspielen muss, spielen alle Spieler im Uhrzeigersinn nacheinander pro Runde eine Karte in die Tischmitte aus. Dabei muss jeder Spieler nach Möglichkeit ebenfalls eine Karte einer bereits ausgespielten Farbe spielen (Bedienpflicht) oder, wenn er keine entsprechende Karte auf der Hand hat, eine Karte einer beliebigen Farbe zufügen (abwerfen).
Der Spieler, der die höchste Karte der Farbe gespielt hat, von der die meisten Karten im Stich sind, gewinnt den Stich. Liegen von mehreren Farben gleich viele Karten im Stich, gewinnt der Spieler mit der höchsten Karte dieser Farben. Der Spieler, der den Stich bekommt, legt ihn vor sich ab. Erhält ein Spieler weitere Stiche, legt er diese daneben. Der Gewinner des Stichs eröffnet den nächsten Stich; hat er allerdings den Stich mit der höchsten Karte einer Farbe gewonnen (großes Farbmotiv in der Kartenmitte), darf er sich einen Spieler aussuchen, der eröffnen muss.
Die Runde endet, wenn alle Karten abgelegt sind. Jeder Spieler bekommt nun für jeden gewonnenen Stich einen Minuspunkt und notiert diese Punktzahl. Ein Spiel verläuft so lang, bis ein Spieler bei drei oder vier Spieler 15, bei fünf Spielern 12 und bei sechs Spielern 10 Punkte erreicht hat. Dieser Spieler verliert das Spiel, derjenige mit den wenigsten Punkten gewinnt.

## Ausgaben
Texas Showdown wurde von dem amerikanischen Spieleautor Mark Major entwickelt und 2015 in dessen Eigenverlag The Game Crafter, LLC, unter dem Namen Strife veröffentlicht. Zur Nürnberger Spielwarenmesse 2018 erschien bei Amigo eine deutschsprachige Version des Spiels.

## Belege
1. ↑  Strohmann Games: Windjammern, Jahrgang 2023
2. 1 2 3 4 5 6 7  Texas Showdown, Offizielle Spielregeln als Download bei Texas Showdown auf der Website von Amigo; abgerufen am 30. März 2018.
3. ↑  Versionen von Texas Showdown bei boardgamegeek; abgerufen am 30. März 2018.